# Persèfone (Rossetti)
Persèfone és una pintura de Dante Gabriel Rossetti realitzada el 1874. La pintura retrata el mite de Persèfone, immediatament després de menjar la magrana oferta per Hades.
Persèfone era desitjada pels déus Hermes, Ares, Apol·lo i Hefest. Ella va rebutjar tots els seus regals i es va allunyar de la companyia dels déus. Així, portava una vida pacífica fins que es va convertir en la deessa o reina de l'inframon, la qual cosa, segons els mitògrafs olímpics, va succeir quan Hades la va raptar i se la va endur amb ell. Persèfone estava agafant flors innocentment amb algunes nimfes en un camp en Enna quan Hades va aparèixer, emergint d'una esquerda del sòl. La vida va quedar paralitzada mentre la mare de Persèfone, Demèter (deessa de la Terra) buscava pertot arreu la seva filla perduda. Hèlios, el sol, que tot ho veu, va acabar per explicar-li el que havia passat.
Finalment, Zeus no va poder aguantar més l'agonia de la terra i va obligar Hades a retornar Persèfone, enviant Hermes per rescatar-la. L'única condició que es va posar per alliberar Persèfone va ser que no provés mos en tot el trajecte de tornada, però Hades la va enganyar perquè mengés sis (o quatre, segons les fonts) llavors de magrana, que l'obligaven a tornar a l'inframon cada any, un mes per cada llavor. Aquest és el moment reflectit en el quadre.
La modelo que va prestar la seva imatge per representar el personatge era Jane Morris, esposa de William Morris, un amic de Rossetti. Sembla que la mateixa model va ser amant de Rossetti, que va veure en ella una espècie de deessa empresonada en el seu paper.